# Walter Piller
Walter Piller (ur. 14 grudnia 1902, zm. 19 stycznia 1949 w Łodzi) – niemiecki zbrodniarz, zastępca komendanta obozu zagłady Kulmhof i SS-Hauptscharführer.

## Życiorys
Urodził się w Berlin–Spandau. Nie ukończył szkoły podstawowej i pracował później w  fabryce artylerii. Przyjęto go następnie do policji i po ukończeniu szkolenia, w 1937, rozpoczął służbę w berlińskim Gestapo. 20 sierpnia 1939 Piller został przydzielony do Einsatzkommando 11 Policji Bezpieczeństwa (SiPo), w ramach którego pełnił służbę w okupowanej Polsce (w twierdzy Modlin, Poznaniu i Inowrocławiu). Pod koniec 1943 skierowano go do biura łódzkiego gestapo. Przydzielony został do Sonderkommando Legath, które realizowało akcję 1005 w lasach w okolicach Poznania do maja 1944. W maju 1944 został zastępcą komendanta obozu zagłady Kulmhof Hansa Bothmanna i sprawował to stanowisko do stycznia 1945.
Piller został osądzony przez Sąd Okręgowy w Łodzi w dniach 29 kwietnia – 1 lipca 1948. Skazano go na karę śmierci. Wyrok wykonano przez powieszenie w styczniu 1949. Był jednym z dwóch (obok Hermanna Gielowa) osądzonych i skazanych na karę śmierci po wojnie w Polsce członków załogi obozu Kulmhof. Jego zeznania pomogły zgromadzić informacje na temat personelu Kulmhofu oraz funkcjonowania samego obozu i metod eksterminacji więźniów.